# Heggadadevanapura, Bangalore North
Heggadadevanapura là một làng thuộc tehsil Bangalore North, huyện Bangalore Urban, bang Karnataka, Ấn Độ.